# Buzz number

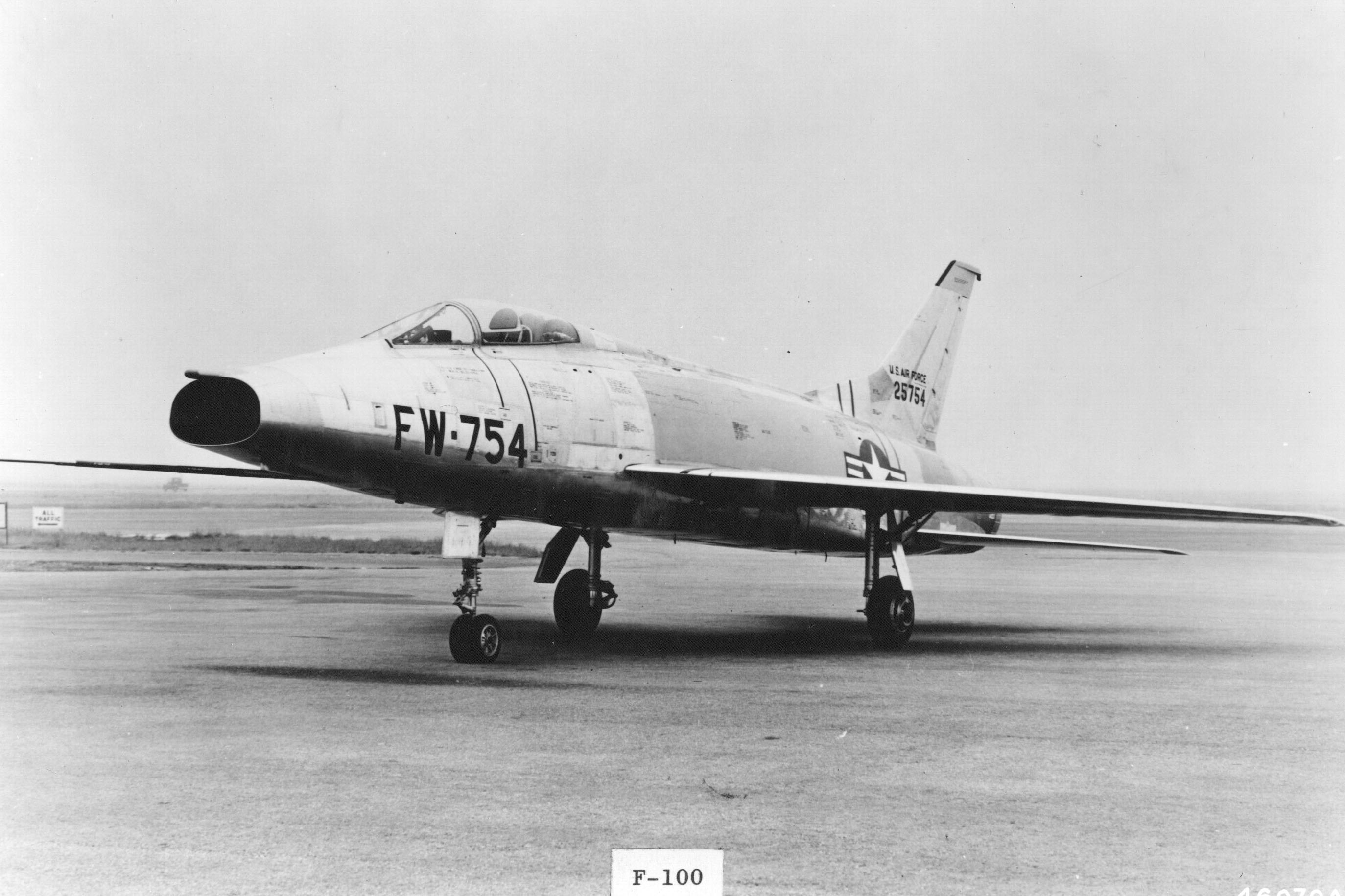
Questo F-100 ha il buzz number "FW-754" sul muso.

Buzz number è un'espressione che designa le scritte con grandi lettere e numeri applicate agli aerei militari dell'United States Air Force negli anni immediatamente successivi alla Seconda guerra mondiale, fino ai primi anni 1960. 
Le prime due lettere di un buzz number indicavano il tipo e la denominazione di un aereo mentre gli altri tre caratteri erano generalmente le ultime cifre del numero di matricola dell'aereo. I caccia dell'Air Force usavano buzz number inizianti con la lettera F (per fighter, "aereo da caccia" in inglese; o anche con la lettera P, prima del giugno 1948, perché questa categoria di velivoli era designata pursuit, "inseguimento"), mentre i bombardieri cominciavano per B. Per esempio, un P-51 Mustang avrebbe avuto un buzz number tipo FF-230 mentre un F-86 Sabre poteva essere FU-910. Un B-66 Destroyer avrebbe avuto un buzz number come BB-222. Uno degli ultimi caccia USAF a portare un buzz number fu l'F-4 Phantom II (FJ), che allora l'Air Force chiamava F-110 Spectre.

## Lista di buzz code

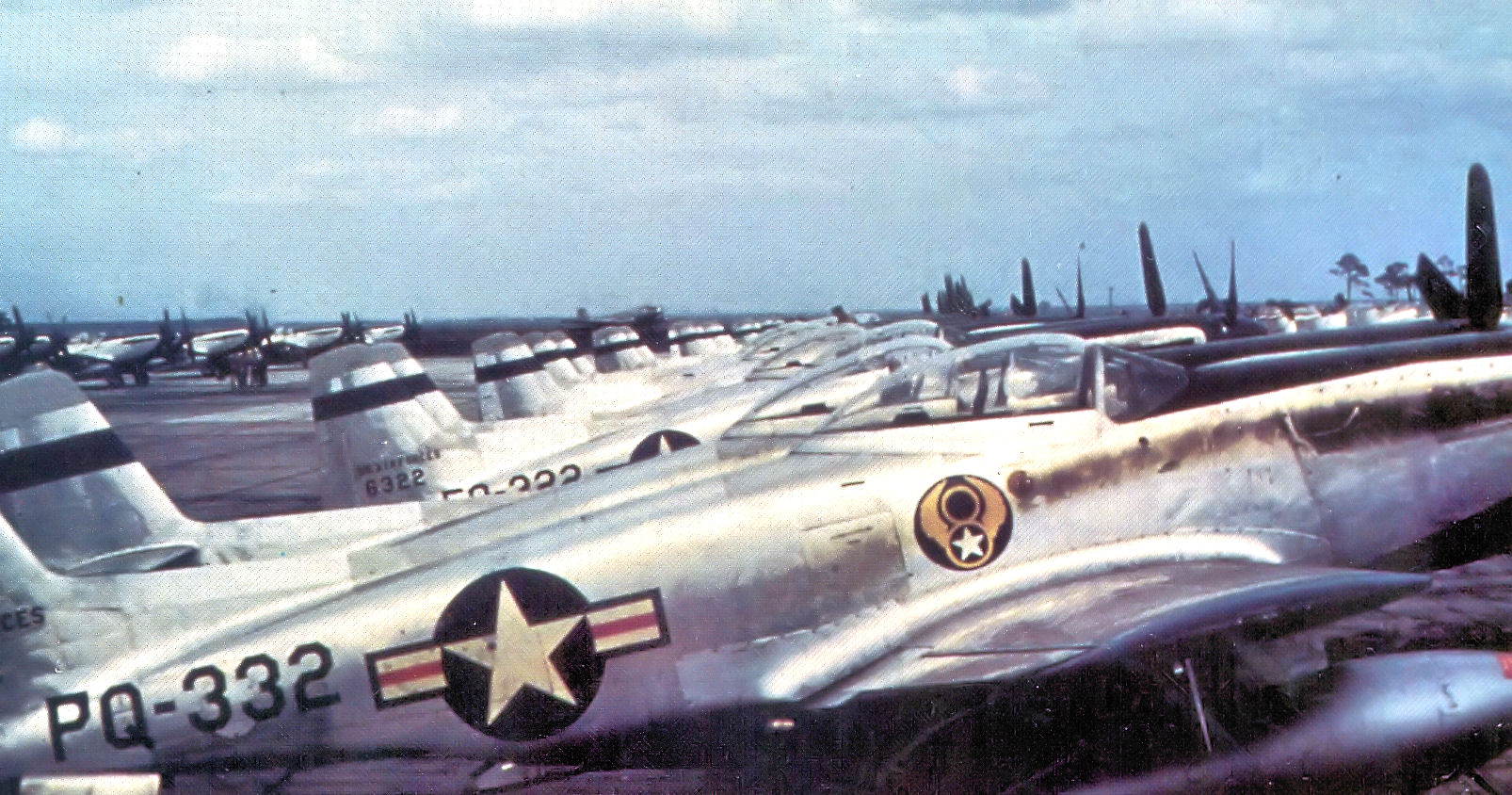
Un P-82 Twin Mustang con il buzz number vicino alla coda

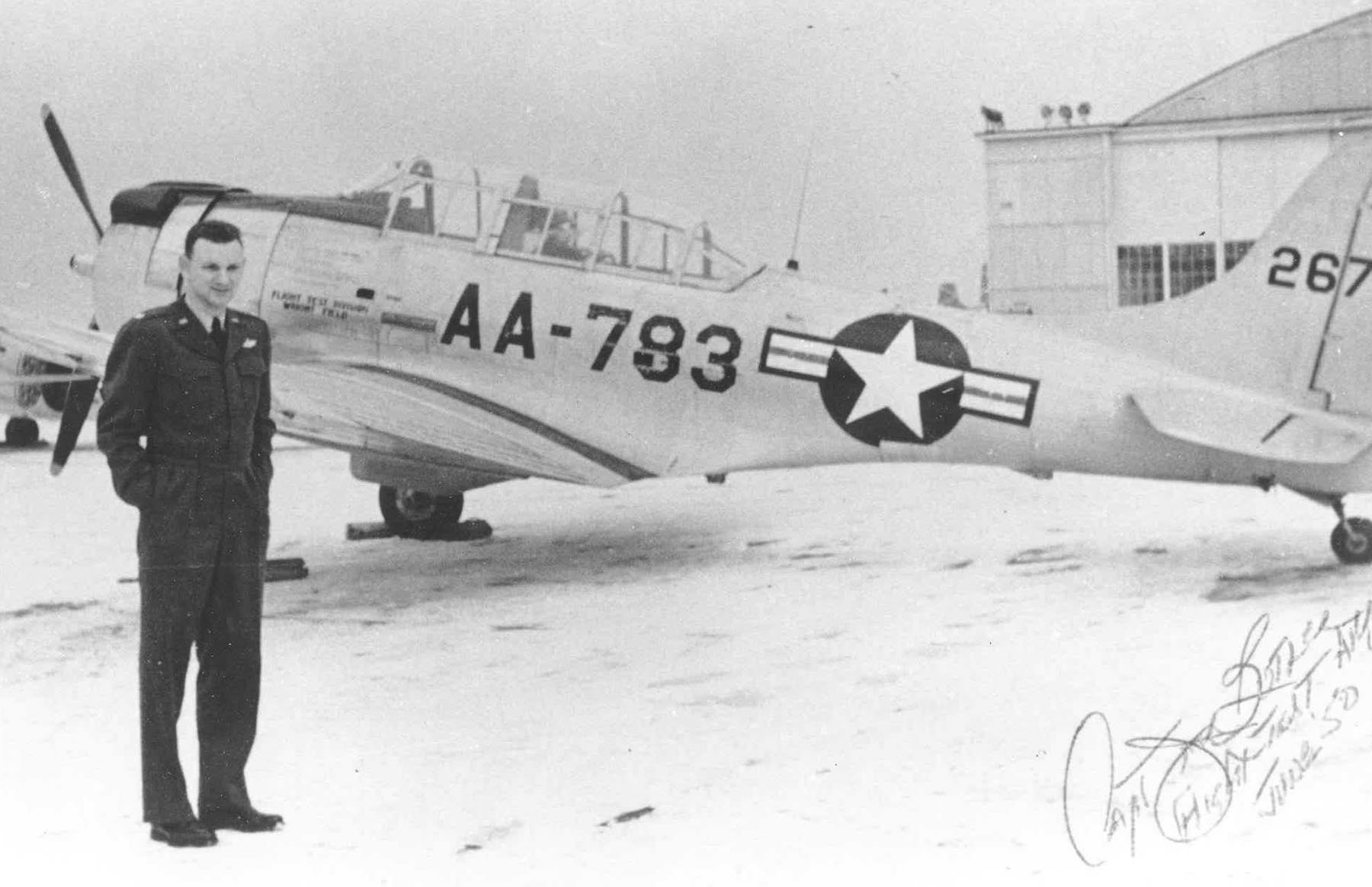
Un Douglas A-24 Banshee nel 1950, con buzz number 'AA'

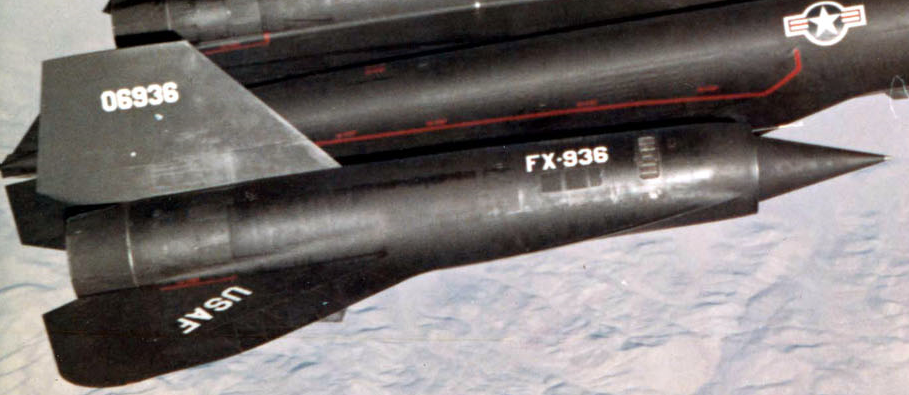
Codice 'FX-' su un Lockheed YF-12; forse l'ultimo buzz number

Questa lista elenca aerei U.S. Air Force ed U.S. Army per prefisso buzz number. Si noti che alcuni tipi di aereo cambiarono prefisso durante la loro carriera, mentre altri prefissi furono riutilizzati dopo la dismissione di un modello più vecchio.
| Prefisso | Costruttore         | Aereo                                      | Note                                        |
| -------- | ------------------- | ------------------------------------------ | ------------------------------------------- |
| AA       | Douglas             | A-24/F-24 Banshee                          | [ 1 ]                                       |
| AB       | Curtiss             | A-25 Shrike                                | [ 1 ]                                       |
| AC       | Douglas             | A-26 Invader                               | ricodificato BC nel 1948                    |
| AD       | Vultee              | A-31 Vengeance                             | [ 1 ]                                       |
| AE       | Convair             | XA-41                                      | [ 1 ]                                       |
| BA       | Boeing              | B-17 Flying Fortress                       | [ 1 ]                                       |
| BA       | Martin              | B-57 Canberra                              | [ 1 ]                                       |
| BB       | Douglas             | XB-19                                      | [ 1 ]                                       |
| BB       | Douglas             | B-66 Destroyer                             | [ 1 ]                                       |
| BC       | Consolidated        | B-24 Liberator                             | [ 1 ]                                       |
| BC       | Douglas             | B-26 Invader                               | in origine AC                               |
| BD       | North American      | B-25 Mitchell                              | [ 1 ]                                       |
| BE       | North American      | B-45 Tornado                               | ricodificato BH nel 1948                    |
| BF       | Boeing              | B-29 Superfortress                         | [ 1 ]                                       |
| BG       | Consolidated        | B-32 Dominator                             | [ 1 ]                                       |
| BG       | Northrop            | XB-35                                      | [ 1 ]                                       |
| BH       | Lockheed            | B-37 Ventura                               | [ 1 ]                                       |
| BH       | North American      | B-45 Tornado                               | in origine BE                               |
| BJ       | Boeing              | XB-39 Superfortress                        | [ 1 ]                                       |
| BK       | Douglas             | XB-42 Mixmaster                            | [ 1 ]                                       |
| BK       | Boeing              | B-50 Superfortress                         | [ 1 ]                                       |
| BL       | Boeing              | XB-44 Superfortress                        | [ 1 ]                                       |
| BM       | Convair             | B-36 Peacemaker                            | [ 1 ]                                       |
| CA       | Beechcraft          | CQ-3 Expeditor                             | [ 1 ]                                       |
| CA       | Douglas             | C-124 Globemaster II                       | [ 1 ]                                       |
| CB       | Beechcraft          | UC-43 Traveler                             |                                             |
| CC       | Beechcraft          | C-45 Expeditor                             |                                             |
| CD       | Curtiss             | C-46 Commando                              |                                             |
| CE       | Douglas             | C-47 Skytrain                              | [ 1 ]                                       |
| CF       | Douglas             | C-48                                       |                                             |
| CG       | Douglas             | C-49                                       |                                             |
| CH       | Douglas             | C-53 Skytrooper                            |                                             |
| CJ       | Douglas             | C-54 Skymaster                             | [ 1 ]                                       |
| CK       | Lockheed            | C-60 Lodestar                              |                                             |
| CL       | Noorduyn            | UC-64 Norseman                             |                                             |
| CM       | Lockheed            | C-69 Constellation                         |                                             |
| CN       | Douglas             | C-74 Globemaster                           | [ 1 ]                                       |
| CP       | Cessna              | UC-78 Bobcat                               | [ 1 ]                                       |
| CP       | Convair             | C-131 Samaritan                            | [ 1 ]                                       |
| CQ       | Fairchild           | C-82 Packet                                | [ 1 ]                                       |
| CQ       | Fairchild           | C-119 Flying Boxcar                        | [ 1 ]                                       |
| CR       | Consolidated        | C-87 Liberator Express                     | [ 1 ]                                       |
| CS       | Boeing              | C-97 Stratofreighter/KC-97 Stratofreighter | [ 1 ]                                       |
| CT       | Convair             | XC-99                                      | [ 1 ]                                       |
| CU       | Douglas             | C-117 Skytrooper                           | [ 1 ]                                       |
| CV       | Douglas             | C-118 Liftmaster                           | [ 1 ]                                       |
| CW       | Lockheed            | C-121 Constellation                        | [ 1 ]                                       |
| CY       | Chase               | YC-122 Avitruc                             | [ 1 ]                                       |
| CZ       | Chase               | C-123 Provider                             | [ 1 ] [ 2 ]                                 |
| CZ       | Fairchild           | C-123 Provider                             | [ 1 ]                                       |
| FA       | Beechcraft          | F-2 Expeditor                              | annullato nel 1948                          |
| FB       | Lockheed            | F-5 Lightning                              | annullato nel 1948                          |
| FC       | North American      | F-6 Mustang                                | annullato nel 1948, divenuto FF             |
| FD       | Consolidated        | F-7 Liberator                              | annullato nel 1948                          |
| FE       | Boeing              | F-9 Flying Fortress                        | annullato nel 1948, divenuto BA             |
| FF       | North American      | F-10 Mitchell                              | annullato nel 1948, divenuto BD             |
| FG       | Boeing              | F-13 Superfortress                         | annullato nel 1948, divenuto BF             |
| FH       | Northrop            | F-15 Reporter                              | annullato nel 1948, divenuto FK             |
| F        | Northrop            | N-156F                                     | [ 3 ]                                       |
| FA       | Lockheed            | F-38 Lightning                             | in precedenza PA                            |
| FA       | Lockheed            | F-94 Starfire                              | [ 1 ]                                       |
| FA       | Northrop            | F-5 Freedom Fighter                        | [ 1 ] [ 4 ]                                 |
| FB       | Bell                | F-39 Airacobra                             | in precedenza PB                            |
| FB       | McDonnell           | F-101 Voodoo                               | [ 1 ]                                       |
| FC       | Curtiss             | F-40 Warhawk                               | in precedenza PC                            |
| FC       | Convair             | F-102 Delta Dagger                         | [ 1 ]                                       |
| FD       | Republic            | XF-103                                     | [ 1 ]                                       |
| FE       | Republic            | F-47 Thunderbolt                           | in precedenza PE                            |
| FE       | Convair             | F-106 Delta Dart                           | [ 1 ]                                       |
| FF       | North American      | F-51 Mustang                               | in precedenza PF                            |
| FG       | Lockheed            | F-104 Starfighter                          | [ 1 ]                                       |
| FH       | Republic            | F-105 Thunderchief                         | [ 1 ]                                       |
| FJ       | Bell                | F-59 Airacomet                             | in precedenza PJ                            |
| FJ       | McDonnell           | F-110 Spectre                              | [ 1 ]                                       |
| FK       | Northrop            | F-61 Black Widow                           | in precedenza PK                            |
| FL       | Bell                | F-63 Kingcobra                             | in precedenza PL                            |
| FN       | Lockheed            | F-80 Shooting Star                         | in precedenza PL, ricodificato FT           |
| FP       | Convair             | XF-81                                      | in precedenza PP                            |
| FQ       | North American      | F-82 Twin Mustang                          | in precedenza PQ                            |
| FR       | Bell                | XF-83                                      | in precedenza PR                            |
| FS       | Republic            | F-84 Thunderjet                            | in precedenza PS                            |
| FT       | Lockheed            | F-80 Shooting Star                         | in precedenza PN, FN                        |
| QFT      | Lockheed            | QF-80 Shooting Star                        | [ 1 ]                                       |
| FU       | North American      | F-86 Sabre                                 | in precedenza PU                            |
| FV       | Northrop            | Northrop F-89 Scorpion                     | [ 1 ]                                       |
| FW       | North American      | F-100 Super Sabre                          | [ 1 ]                                       |
| FX       | Lockheed            | YF-12 Blackbird                            | Non ufficiale?                              |
| FY       | North American      | YF-93                                      |                                             |
| FY       | North American      | YF-95                                      | ricodificato FU                             |
| GA       | Waco                | PG-2                                       | [ 1 ]                                       |
| GB       | Waco                | PG-3                                       | [ 1 ]                                       |
| GC       | Waco                | CG-4                                       | [ 1 ]                                       |
| GD       | Laister-Kauffman    | XCG-10 Trojan Horse                        | [ 1 ]                                       |
| GE       | Waco                | CG-13                                      | [ 1 ]                                       |
| GF       | Chase               | YCG-14                                     | [ 1 ]                                       |
| GG       | Waco                | CG-15                                      | [ 1 ]                                       |
| GH       | Chase               | XCG-18                                     | [ 1 ]                                       |
| GJ       | Chase               | XCG-20                                     | [ 1 ]                                       |
| JT       | Cessna              | YAT-37D                                    | [ 6 ]                                       |
| LA       | Taylorcraft         | L-2 Grasshopper                            | [ 1 ]                                       |
| LA       | Piper               | L-4 Grasshopper                            | in origine LC                               |
| LB       | Aeronca             | L-3 Grasshopper                            | [ 1 ]                                       |
| LB       | Stinson             | L-5 Sentinel                               | in origine LD                               |
| LC       | Piper               | L-4 Grasshopper                            | ricodificato LA                             |
| LC       | Aeronca             | L-16                                       | in origine LH                               |
| LB       | Stinson             | L-5 Sentinel                               | ricodificato LB                             |
| LD       | Ryan                | L-17B/U-18B Navion                         | Vedi LJ for North American L-17A/C, U-18A/C |
| LE       | Interstate          | L-6 Cadet                                  | [ 1 ]                                       |
| LE       | Boeing              | L-15 Scout                                 | [ 1 ]                                       |
| LE       | Piper               | L-18 Super Cub                             | [ 1 ]                                       |
| LF       | Piper               | L-14                                       | [ 1 ]                                       |
| LF       | Cessna              | L-19 Bird Dog                              | [ 1 ]                                       |
| LG       | Convair             | L-13 Grasshopper                           | [ 1 ]                                       |
| LG       | de Havilland Canada | L-20 Beaver                                | [ 1 ]                                       |
| LH       | Aeronca             | L-16                                       | ricodificato LC                             |
| LH       | Piper               | L-21 Super Cub                             | [ 1 ]                                       |
| LJ       | North American      | L-17A/C, U-18A/C Navion                    | Vedi LD for Ryan L-17B, U-18B               |
| LJ       | Beechcraft          | L-23 Seminole                              | [ 1 ]                                       |
| LK       | Aero Commander      | L-26                                       | [ 1 ]                                       |
| OA       | Grumman             | OA-9 Goose                                 | [ 1 ]                                       |
| OB       | Consolidated        | OA-10 Catalina                             | [ 1 ]                                       |
| OC       | North American      | O-47                                       | [ 1 ]                                       |
| OD       | Kellett             | YO-60                                      | [ 1 ]                                       |
| OE       | Boeing              | PB2B-1 Catalina                            | [ 6 ]                                       |
| PA       | Lockheed            | P-38 Lightning                             | ricodificato FA nel 1948                    |
| PB       | Bell                | P-39 Airacobra                             | ricodificato FB nel 1948                    |
| PC       | Curtiss             | P-40 Warhawk                               | ricodificato FC in 1948                     |
| PD       | Curtiss             | XP-42                                      | [ 1 ]                                       |
| PE       | Republic            | P-47 Thunderbolt                           | ricodificato FE nel 1948                    |
| PF       | North American      | P-51 Mustang                               | ricodificato FF nel 1948                    |
| PG       | Curtiss             | XP-55 Ascender                             | [ 1 ]                                       |
| PH       | Lockheed            | XP-58 Chain Lightning                      | [ 1 ]                                       |
| PJ       | Bell                | P-59 Airacomet                             | ricodificato FJ in 1948                     |
| PK       | Northrop            | P-61 Black Widow                           | ricodificato FK nel 1948                    |
| PL       | Bell                | P-63 Kingcobra                             | ricodificato FL nel 1948                    |
| PM       | Fisher              | P-75 Eagle                                 | [ 1 ]                                       |
| PN       | Lockheed            | P-80 Shooting Star                         | ricodificato FT nel 1948                    |
| PP       | Convair             | XP-81                                      | ricodificato FP in 1948                     |
| PQ       | North American      | P-82 Twin Mustang                          | ricodificato FQ nel 1948                    |
| PR       | Bell                | XP-83                                      | ricodificato FR in 1948                     |
| PS       | Republic            | P-84 Thunderjet                            | ricodificato FS in 1948                     |
| PU       | North American      | P-86 Sabre                                 | ricodificato FU nel 1948                    |
| QF       | Piasecki            | H-21 Workhorse                             | [ 6 ]                                       |
| QK       | Culver              | Q-14 Cadet                                 | [ 6 ]                                       |
| RF       | North American      | RF-51 Mustang                              | [ 6 ]                                       |
| TA       | North American      | AT-6 Texan                                 | [ 1 ]                                       |
| LTA      | North American      | LT-6G Texan                                | [ 1 ]                                       |
| TB       | Beechcraft          | AT-7 Navigator                             | [ 1 ]                                       |
| TC       | Beechcraft          | AT-11 Kansan                               | [ 6 ]                                       |
| TC       | Mikoyan-Gurevich    | MiG-15                                     | [ 7 ]                                       |
| TC       | Convair             | TF-102 Delta Dagger                        | [ 8 ]                                       |
| TD       | Fairchild           | AT-21 Gunner                               | [ 1 ]                                       |
| TD       | Beechcraft          | T-34 Mentor                                | [ 1 ]                                       |
| BTE      | Vultee              | BT-13 Valiant                              | [ 1 ]                                       |
| TE       | Cessna              | T-37 Tweet                                 | [ 6 ]                                       |
| PTF      | Boeing              | PT-13 Kaydet                               | [ 1 ]                                       |
| TF       | North American      | TF-51 Mustang                              | [ 6 ]                                       |
| TF       | Northrop            | T-38 Talon                                 | [ 6 ] [ 9 ]                                 |
| TG       | Boeing              | PT-17 Kaydet                               | [ 1 ]                                       |
| TG       | Lockheed            | TF-104 Starfighter                         | [ 6 ]                                       |
| TG       | North American      | T-39 Sabreliner                            | [ 6 ]                                       |
| TH       | Fairchild           | PT-19                                      | [ 1 ]                                       |
| TJ       | Culver              | PQ-8 Cadet                                 | [ 1 ]                                       |
| TK       | Culver              | PQ-14 Cadet                                | [ 6 ]                                       |
| TL       | North American      | T-28 Trojan                                | [ 1 ]                                       |
| TP       | Convair             | T-29 Flying Classroom                      | [ 1 ]                                       |
| TQ       | Fairchild           | T-31                                       | [ 1 ]                                       |
| TR       | Lockheed            | T-33 Shooting Star                         | [ 6 ]                                       |
| UG       | de Havilland Canada | U-6 Beaver                                 | [ 6 ]                                       |
| UH       | Piper               | U-7 Super Cub                              | [ 6 ]                                       |
| UK       | Aero Commander      | U-4/U-9                                    | [ 6 ]                                       |
| YF       | North American      | YF-93                                      | [ 10 ]                                      |
| YT       | Cessna              | YAT-37D                                    | [ 6 ]                                       |

### Ulteriori fonti
- Bowers, Peter M.; David W. Menard (2006). Buzz Numbers: The Explanations and Regulations Behind America's Military Aircraft Identification System. North Branch, MN: Specialty Press. ISBN 978-1-58007-103-1.